# Lista de turnês e concertos de Anitta
A cantora e atriz brasileira Anitta embarcou em quatro turnês, das quais uma foi mundial. Ela também realizou três concertos promocionais. Sua primeira turnê em carreira foi a Turnê Show das Poderosas, que passou pelo Brasil, Estados Unidos e Europa, fazendo a divulgação do seu álbum de estreia, Anitta, de 2013. Estreou em 2014 a Turnê Meu Lugar, sua segunda turnê. Com o lançamento do terceiro álbum de estúdio, Anitta embarbou na Bang Tour em abril de 2016 até dezembro de 2017. Em 27 de julho de 2019, Anitta iniciou a turnê de divulgação para seu quatro álbum de estúdio, Kisses (2019): Kisses Tour. A turnê já percorreu por países como Bélgica, Suíça, Espanha, Itália, Inglaterra, Portugal, Estados Unidos, Brasil, República Checa e Uruguai. Em 18 de de Maio de 2024, a cantora iniciou a sua primeira turnê, inteiramente internacional, de divulgação de seu sexto álbum de estúdio, Funk Generation (2024): Baile Funk Experience. A turnê se iniciou no México e irá passar pelos Estados Unidos, Canadá, Colômbia, Peru, Chile, Argentina, Alemanha, Países Baixos, Inglaterra, França, Itália e irá finalizar na Espanha.

## Turnês
| Título | Data                                          | Álbum base               | Continentes                            | Número de shows |
| --- | --------------------------------------------- | ------------------------ | -------------------------------------- | --------------- |
| Turnê Show das Poderosas | 6 de junho de 2013 — 13 de junho de 2014      | Anitta                   | América do Sul Europa                  | 171             |
| Repertório Turnê Show das Poderosas 1. "Show das Poderosas" 2. "Proposta" 3. "Cachorro Eu Tenho Em Casa" 4. "Eu Vou Ficar" 5. Medley Internacional 6. "Achei" 7. "Príncipe de Vento" 8. Medley Funk I 9. Medley MPB I 10. "Meiga e Abusada" 11. "Fica Só Olhando" 12. "Tá na Mira" 13. Medley MPB II 14. "Zen" 15. Medley Axé 16. "Não Para" 17. "Pretin" 18. "Eu Sou Assim" 19. Medley Funk II 20. "Menina Má" 21. "Não Para" 22. "Show das Poderosas" |                                               |                          |                                        |                 |
| Turnê Meu Lugar | 14 de junho de 2014 — 2 de abril de 2016      | Meu Lugar Ritmo Perfeito | América do Sul Ásia                    | 249             |
| Repertório Turnê Meu Lugar 1. "Não Para" 2. "Menina Má" 3. "Proposta" 4. "Cachorro Eu Tenho Em Casa" 5. "Eu Sou Assim" 6. "Fica Só Olhando" 7. "Ritmo Perfeito" 8. Medley: "Achei" / "Príncipe de Vento" 9. "Zen" 10. "Quem Sabe" 11. "Música de Amor" 12. "Cobertor" 13. "Mulher" 14. "Eu Vou Ficar (Remix)" 15. "Tá na Mira" 16. "Meiga e Abusada" 17. "Na Batida" 18. "Movimento da Sanfoninha" 19. "No Meu Talento 20. "Blá Blá Blá" 21. "Show das Poderosas" |                                               |                          |                                        |                 |
| Bang Tour | 7 de abril de 2016 — 16 de dezembro de 2017   | Bang!                    | América do Sul                         | 183             |
| Repertório Bang Tour 1. "Não Para" 2. "Blá Blá Blá" 3. "Ritmo Perfeito / "Ginza (Anitta Remix)" 4. "Bang" 5. "Blecaute (Slow Funk)" / "Deixa Ele Sofrer" 6. "Cobertor" 7. "Zen" 8. "Will I See You" 9. "Downtown" 10. "Is That For Me" 11. "Paradinha" 12. "Loka" 13. "Você Partiu Meu Coração" 14. "Essa Mina É Louca" 15. "Sua Cara" 16. "Movimento da Sanfoninha" 17. "Medley Funk" 18. "Sim ou Não" 19. "Show das Poderosas" |                                               |                          |                                        |                 |
| Kisses Tour | 27 de julho de 2019 — 26 de fevereiro de 2020 | Kisses                   | Europa América do Norte América do Sul | 77              |
| Repertório Kisses Tour 1. "Bang" 2. "Combatchy" 3. "Terremoto" 4. "Ao Vivo e A Cores" 5. "Complicado" 6. Medley: "Cobertor" / "Zen" 7. "Some Que Ele Vem Atrás" 8. "Romance com Safadeza" 9. Medley: "Loka" / "Você Partiu Meu Coração" / "Essa Mina É Louca" 10. "Contatinho" 11. "Medicina 12. "Paradinha" 13. "Make It Hot" 14. "Sua Cara" 15. "Sim ou Não" 16. "Movimento da Sanfoninha" 17. "Vai Malandra" 18. "Satisfaction" 19. "Bola Rebola" 20. "Onda Diferente" 21. "Favela Chegou" 22. "Show das Poderosas" |                                               |                          |                                        |                 |
| Baile Funk Experience | 18 de maio de 2024 — 17 de novembro de 2024   | Funk Generation          | América do Norte América do Sul Europa | 31              |
| Repertório Baile Funk Experience 1. "Funk Rave" / "Grip" 2. "Joga pra Lua" 3. "Savage Funk" 4. "Sabana" / "Lose Ya Breath" 5. "Cria de Favela" / "Puta Cara" 6. "Double Team" 7. "Fria" 8. "Monstrão" / "Bola Rebola" / "Vai Malandra" 9. "Combatchy" 10. "Movimento da Sanfoninha" 11. "Paradise" / "Desce pro Play (Pa, Pa, Pa)" / "Bang" 12. "Sua Cara" (contém elementos de "Sin Miedo") 13. "Proposta" 14. "Eu Vou Ficar" 15. "São Paulo" 16. "Downtown" 17. "Envolver" 18. "Bellakeo" 19. "Pilantra" 20. "Deixa Ele Sofrer" 21. "Show das Poderosas" (contém elementos de "Blá Blá Blá") 22. "Menina Má" 23. "Fica Só Olhando" 24. "Chata pra Caralho" 25. "Boys Don't Cry" 26. "Onda Diferente" 27. "Favela Chegou" 28. "Modo Turbo" 29. "Rave de Favela" 30. "Lose Ya Breath" |                                               |                          |                                        |                 |

## Promocionais
| Título | Data                                            | Continentes           | Número de shows |
| --- | ----------------------------------------------- | --------------------- | --------------- |
| Chá da Anitta | 29 de novembro de 2014 — 19 de setembro de 2016 | América do Sul        | 11              |
| Chá da Anitta é uma turnê especial em parceria com o evento musical carioca Chá da Alice. Diferente das outras turnês, cada show do Chá da Anitta tem uma temática diferente, com repertório, cenários, figurinos e coreografias desenvolvidos especialmente para a festa.  |                                                 |                       |                 |
| Show das Poderosinhas | 10 de outubro de 2015 — 27 de outubro de 2019   | América do Sul        | 28              |
| A turnê é destinada ao público infanto-juvenil, com repertório, cenários, figurinos e coreografias desenvolvidos especialmente para a festa. |                                                 |                       |                 |
| Made in Brazil | 16 de junho de 2018 — 06 de julho de 2018       | América do Sul Europa | 7               |
| A turnê foi dirigida por Rodrigo Pitta e homenageou a cultura brasileira, como a cantora brasileira Carmem Miranda usando um figurino semelhante e interpretou o choro "Tico-tico no Fubá" da mesma, a canção "Garota de Ipanema", de Tom Jobim e o calçadão de Copacabana. |                                                 |                       |                 |
| Euro Summer Tour 2022 | 21 de junho de 2022 — 17 de julho de 2022       | Europa                | 11              |
| Turnê dedicada a Europa, onde a cantora se apresentou nos festivais Rock in Rio em Lisboa e do Lollapalooza na Suécia. |                                                 |                       |                 |

## Carnaval
| Título | Data                             | Continentes    | Número de shows |
| --- | -------------------------------- | -------------- | --------------- |
| Bloco da Anitta | 14 de janeiro de 2016 — presente | América do Sul | 18              |
| O show é um bloco carnavalesco criado pela cantora brasileira Anitta para o carnaval que acontece desde 2016 entre janeiro a março. |                                  |                |                 |
| Ensaios da Anitta | 20 de janeiro de 2019 — presente | América do Sul | 45              |
| Os "Ensaios da Anitta" são eventos musicais realizados anualmente pela cantora Anitta nas semanas que antecedem o Carnaval . Com apresentações ao vivo, esses ensaios servem para aquecer o público e testar os repertórios e coreografias que serão apresentados durante os blocos de Carnaval. Os ensaios misturam vários gêneros populares, como funk, rock, pop, reggaeton e axé, e muitas vezes contam com participações especiais. Este evento se tornou uma tradição no calendário pré-carnavalesco do Brasil. |                                  |                |                 |

## Apresentações

### Eventos Esportivos
| Data                   | Evento / Local                                | País           | Canção |
| ---------------------- | --------------------------------------------- | -------------- | --- |
| 5 de agosto de 2016    | Abertura dos Jogos Olímpicos de Verão de 2016 | Brasil         | Isso Aqui, O Que É? (com Gilberto Gil e Caetano Veloso )                                                                        |
| 12 de novembro de 2017 | Formula 1                                     | Brasil         | Hino Nacional Brasileiro |
| 11 de novembro de 2018 | Formula 1                                     | Brasil         | Hino Nacional Brasileiro |
| 07 de julho de 2019    | Cerimônia de Encerramento Copa América        | Brasil         | Calma (com Pedro Capó ) Downtown (com Pedro Capó)                                                                               |
| 23 de novembro de 2019 | Final Copa Libertadores da América            | Peru           | Y Dale Alegría a Mi Corazón (com Fito Páez , Sebastián Yatra e Tini )                                                           |
| 1 de outubro de 2020   | FIFA 21 Game Worldwide Launch                 | Brasil         | Downtown Me Gusta Bellaquita Bola Rebola Vai Malandra Rave de Favela Onda Diferente Sua Cara Tócame Desce pro Play (Pa, Pa, Pa) |
| 27 de novembro de 2021 | Final Copa Libertadores da América            | Uruguai        | Bola Rebola Me Gusta Combatchy Baile da Favela                                                                                  |
| 5 de maio de 2022      | Formula 1                                     | Estados Unidos | Envolver |
| 10 de junho de 2023    | Final Liga dos Campeões da UEFA               | Turquia        | Envolver Funk Rave |
| 6 de setembro de 2024  | Halftime NFL Kickoff Game                     | Brasil         | Envolver Bellakeo Sabana x Down Lose Ya Breath Savage Funk Lose Ya Breath Bola Rebola Vai Malandra Funk Rave                    |
| 24 de novembro de 2024 | Free Fire World Series - Global Finals        | Brasil         | TROPA Movimento da Sanfoninha Funk Rave                                                                                         |

### Eventos Beneficientes
| Data                   | Evento / Local                    | País           | Canção |
| ---------------------- | --------------------------------- | -------------- | --- |
| 15 de agosto de 2015   | Criança Esperança                 | Brasil         | — |
| 4 de novembro de 2016  | Teleton                           | Brasil         | Bang Essa Mina É Louca Sim ou Não |
| 5 de Novembro de 2016  | Teleton                           | Brasil         | Bang Sim ou Não |
| 27 de abril de 2017    | amfAR Gala                        | Brasil         | — |
| 19 de agosto de 2017   | Criança Esperança                 | Brasil         | — |
| 28 de outubro de 2017  | Teleton                           | Brasil         | Paradinha Sua Cara Is That for Me |
| 11 de setembro de 2019 | Instituto Luisa Mel               | Brasil         | Downtown Oh! chuva Zen Caso Sério |
| 7 de dezembro de 2019  | Live in Madureira                 | Brasil         | Show das Poderosas Bang Paradinha Sua Cara Sin Miedo Fuego Downtown Muito Calor Você Mentiu Fica Tudo Bem Zen Cobertor Ao Vivo e A Cores Complicado Eu Vou Ficar Proposta Fica Só Olhando Menina Má Some Que Ele Vem Atrás Loka Essa Mina É Louca Você Partiu Meu Coração Romance com Safadeza Terremoto Contatinho Little Square UBitchU Movimento da Sanfoninha Vai Malandra Bola Rebola Combatchy (com Rebecca ) Favela Chegou (com Rebecca) Onda Diferente Some que Ele Vem Atrás Vai Malandra Combatchy (com Rebecca) Favela Chegou (com Rebecca) |
| 23 de outubro de 2021  | Dear Earth - YouTube Originals    | -              | Girl from Rio |
| 1 de dezembro de 2021  | Community Organized Relief Effort | Estados Unidos | Me Gusta Girl from Rio Faking Love Downtown |
| 28 de setembro de 2022 | Sotheby‘s Impact Gala             | Estados Unidos | |
| 2 de dezembro de 2022  | Community Organized Relief Effort | Estados Unidos | Girl from Rio |
| 23 de setembro de 2023 | Global Citizen Festival           | Estados Unidos | Mil Veces Funk Rave Grip Used to Be Garota de Ipanema Girl from Rio Envolver Bola Rebola Rave de Favela Boys Don't Cry |

### Premiações

#### Década de 2010
| Data                    | Evento / Local                             | País           | Canção |
| ----------------------- | ------------------------------------------ | -------------- | --- |
| 03 de setembro de 2013  | Prêmio Multishow de Música Brasileira 2013 | Brasil         | " Show das Poderosas " " Meiga e Abusada " " Não Para " |
| 28 de dezembro de 2013  | Caldeirão de Ouro 2013                     | Brasil         | " Show das Poderosas " |
| 16 de março de 2014     | Melhores do Ano de 2013                    | Brasil         | "Show das Poderosas" |
| 28 de outubro de 2014   | Prêmio Multishow de Música Brasileira 2014 | Brasil         | " Blá Blá Blá " |
| 20 de novembro de 2014  | Grammy Latino de 2014                      | Estados Unidos | " Zen " |
| 03 de janeiro de 2015   | Caldeirão de Ouro 2015                     | Brasil         | " Blá Blá Blá |
| 01 de setembro de 2015  | Prêmio Multishow de Música Brasileira 2015 | Brasil         | "Gatas Extraordinárias" |
| 15 de outubro de 2015   | Meus Prêmios Nick 2015                     | Brasil         | " Deixa Ele Sofrer " |
| 13 de dezembro de 2015  | Melhores do Ano de 2015                    | Brasil         | " Bang " [ 39 ] |
| 02 de janeiro de 2016   | Caldeirão de Ouro 2016                     | Brasil         | " Deixa Ele Sofrer " [ 40 ] |
| 20 de abril de 2016     | Globo de Ouro                              | Brasil         | |
| 25 de outubro de 2016   | Prêmio Multishow de Música Brasileira 2016 | Brasil         | " Show das Poderosas " " Bang " " Deixa Ele Sofrer " " Ritmo Perfeito " " Zen " " Essa Mina É Louca " " Cobertor " " Meiga e Abusada " " Blá Blá Blá " " Sim ou Não " "Movimento da Sanfoninha" " Blecaute " (com Jota Quest )     |
| 18 de dezembro de 2016  | Melhores do Ano de 2016                    | Brasil         | " Sim ou Não " |
| 07 de janeiro de 2017   | Caldeirão de Ouro 2017                     | Brasil         | " Sim ou Não " [ 41 ] |
| 24 de outubro de 2017   | Prêmio Multishow de Música Brasileira 2017 | Brasil         | |
| 10 de dezembro de 2017  | Melhores do Ano de 2017                    | Brasil         | " Paradinha " |
| 06 de janeiro de 2018   | Caldeirão de Ouro 2018                     | Brasil         | " Downtown " [ 45 ] " Paradinha " " Você Partiu Meu Coração " (com Nego do Borel ) [ 46 ] " Loka " (com Simone & Simaria ) [ 47 ]                                                                                                  |
| 22 de fevereiro de 2018 | Premio Lo Nuestro 2018                     | Estados Unidos | " Machika " (com J Balvin e Jeon) " Downtown " (com J Balvin) |
| 24 de maio de 2018      | MTV Millennial Awards Brasil 2018          | Brasil         | " Indecente " " Vai Malandra " (com MC Zaac e Maejor ) |
| 3 de junho de 2018      | MTV Millennial Awards México 2018          | México         | " Downtown " (com J Balvin ) " Paradinha " |
| 25 de setembro de 2018  | Prêmio Multishow de Música Brasileira 2018 | Brasil         | "Bem Querer" "Final Feliz" " As Quatro Estações " " Zen " "Desabafo" "Jeito Sexy" "Qual É?" "Já É" "Gandaia" "Senhorita" " Loka " " Ragatanga " " Medicina " "Dançando Calypso" " Adoleta " "Pelos Ares" "Movimento da Sanfoninha" |
| 25 de outubro de 2018   | Latin American Music Awards                | Estados Unidos | " Medicina " |
| 31 de outubro de 2018   | GQ Hombres del Año 2018                    | México         | " Paradinha " " Downtown " " Medicina " |
| 09 de dezembro de 2018  | Melhores do Ano de 2018                    | Brasil         | " Vai Malandra " |
| 21 de fevereiro de 2019 | Premio Lo Nuestro 2019                     | Estados Unidos | " Veneno " |
| 21 de março de 2019     | Premio Tu Musica Urbano 2019               | Porto Rico     | " Veneno " |
| 25 de abril de 2019     | Billboard Latin Music Awards 2019          | Estados Unidos | "Banana" (com Becky G ) |
| 14 de maio de 2019      | Premios Gardel 2019                        | Argentina      | "Atención" (com Ángela Torres, Miss Bolivia e Virginia Innocenti) |
| 04 de julho de 2019     | MTV Millennial Awards Brasil 2019          | Brasil         | " Onda Diferente " (com Ludmilla ) " Favela Chegou " (com Ludmilla) |
| 29 de outubro de 2019   | Prêmio Multishow de Música Brasileira 2019 | Brasil         | " Terremoto " (com Kevinho ) " Bola Rebola " (com Tropkillaz e Zaac ) " Some Que Ele Vem Atrás " (com Marília Mendonça ) |
| 08 de novembro de 2019  | Los40 Music Awards 2019                    | Espanha        | " R.I.P. " (com Sofía Reyes ) "Get to Know Me" |
| 14 de novembro de 2019  | Grammy Latino de 2019                      | Estados Unidos | "La Vida Es Un Carnaval" (com Milly Quezada e Olga Tañón) |
| 21 de novembro de 2019  | Urban Music Awards 2019                    | Colômbia       | "Jacuzzi" (com Greeicy ) |

#### Década de 2020
| Data                    | Evento / Local                        | País                 | Canção                                                                                     |
| ----------------------- | ------------------------------------- | -------------------- | ------------------------------------------------------------------------------------------ |
| 04 de janeiro de 2020   | Caldeirão de Ouro                     | Brasil               | " Terremoto " (com Kevinho ) [ 61 ]                                                        |
| 24 de setembro de 2020  | MTV Millennial Awards Brasil          | Brasil               | " Me Gusta " (com Cardi B e Myke Towers )                                                  |
| 19 de novembro de 2020  | Grammy Latino                         | Estados Unidos       | " Mas que Nada " " Me Gusta "                                                              |
| 01 de julho de 2021     | Heat Latin Music Awards               | República Dominicana | " Me Gusta " " Girl from Rio "                                                             |
| 22 de julho de 2021     | Premios Juventud                      | Porto Rico           | "Todo o Nada" (com Lunay )                                                                 |
| 12 de setembro de 2021  | MTV Video Music Awards                | Estados Unidos       | " Girl from Rio "                                                                          |
| 18 de novembro de 2021  | Grammy Latino                         | Estados Unidos       | " Magalenha "                                                                              |
| 24 de fevereiro de 2022 | Premio Lo Nuestro                     | Estados Unidos       | " Envolver " " No Chão Novinha "                                                           |
| 28 de agosto de 2022    | MTV Video Music Awards                | Estados Unidos       | " Envolver " "Movimento da Sanfoninha" " Vai Malandra " " Bola Rebola " "Lobby"            |
| 04 de novembro de 2022  | LOS40 Music Awards                    | Espanha              | " Envolver "                                                                               |
| 17 de novembro de 2022  | Grammy Latino                         | Estados Unidos       | " Envolver " "Funk Dance Medley"                                                           |
| 20 de novembro de 2022  | American Music Awards                 | Estados Unidos       | " Envolver " " Lobby "                                                                     |
| 12 de setembro de 2023  | MTV Video Music Awards                | Estados Unidos       | "Used to Be" " Funk Rave " "Casi Casi" "Grip" " Back for More " (com Tomorrow X Together ) |
| 22 de fevereiro de 2024 | Premio Lo Nuestro                     | Estados Unidos       | " Bellakeo " "Bota Niña" (com Bad Gyal ) " Mil Veces "                                     |
| 25 de abril de 2024     | Latin American Music Awards           | Estados Unidos       | Double Team (com Brray) Sabana                                                             |
| 25 de julho de 2024     | Premios Juventud                      | Porto Rico           | Fria Lose Ya Breath Cria de Favela I Like It Like That                                     |
| 11 de setembro de 2024  | MTV Video Music Awards                | Estados Unidos       | "Paradise" (com DJ Khaled e Fat Joe ) " Alegría " (com Tiago PZK ) " Savage Funk "         |
| 14 de novembro de 2024  | Grammy Latino                         | Estados Unidos       | " Mil Veces " (com Tiago Iorc ) " Mas que Nada " (com Tiago Iorc )                         |
| 04 de dezembro de 2024  | Prêmio Multishow de Música Brasileira | Brasil               | "Looking for Love" " São Paulo " " Lose Ya Breath " " Savage Funk " " Menina Má "          |
| 25 de abril de 2025     | Billboard Latin Women in Music        | Estados Unidos       | "Larissa"                                                                                  |

### Programas de Televisão e Rádio

#### Década de 2010
| Data                    | Evento / Local                                  | País           | Canção                                                                                    |
| ----------------------- | ----------------------------------------------- | -------------- | ----------------------------------------------------------------------------------------- |
| 09 de setembro de 2012  | TV Xuxa                                         | Brasil         | " Meiga e Abusada "                                                                       |
| 11 de maio de 2013      | TV Xuxa                                         | Brasil         | " Show das Poderosas "                                                                    |
| 13 de julho de 2013     | Raul Gil                                        | Brasil         | " Show das Poderosas " " Não Para "                                                       |
| 01 de janeiro de 2014   | Sai do Chão                                     | Brasil         | Não Para Zen Na Mira Fica só olhando                                                      |
| 17 de fevereiro de 2014 | 5 Para a Meia Noite                             | Portugal       | " Show das Poderosas "                                                                    |
| 19 de fevereiro de 2014 | Los 40 principales                              | Espanha        | " Show das Poderosas "                                                                    |
| 10 de maio de 2014      | Legendários                                     | Brasil         |                                                                                           |
| 23 de maio de 2014      | Sálvame                                         | Espanha        | " Show das Poderosas "                                                                    |
| 08 de junho de 2014     | Hora do Faro                                    | Brasil         | "Blá Blá Blá"                                                                             |
| 10 de junho de 2014     | Música Boa Ao Vivo                              | Brasil         |                                                                                           |
| 03 de dezembro de 2014  | Altas Horas                                     | Brasil         |                                                                                           |
| 12 de dezembro de 2014  | Amor & Sexo                                     | Brasil         |                                                                                           |
| 15 de janeiro de 2015   | Mais Você                                       | Brasil         |                                                                                           |
| 05 de fevereiro de 2015 | Baile da Vogue                                  | Brasil         |                                                                                           |
| 28 de março de 2015     | Legendários                                     | Brasil         |                                                                                           |
| 22 de abril de 2015     | Especial de 50 anos (Globo)                     | Brasil         |                                                                                           |
| 26 de abril de 2015     | Programa da Sabrina                             | Brasil         |                                                                                           |
| 23 de agosto de 2015    | Domingão do Faustão                             | Brasil         |                                                                                           |
| 14 de outubro de 2015   | Elle Fashion Preview                            | Brasil         |                                                                                           |
| 25 de outubro de 2015   | Domingão do Faustão                             | Brasil         |                                                                                           |
| 19 de dezembro de 2015  | Altas Horas                                     | Brasil         |                                                                                           |
| 07 de janeiro de 2016   | Mais Você                                       | Brasil         |                                                                                           |
| 30 de janeiro de 2016   | Programa da Sabrina                             | Brasil         |                                                                                           |
| 13 de fevereiro de 2016 | Caldeirão do Huck                               | Brasil         |                                                                                           |
| 17 de março de 2016     | Domingão do Faustão                             | Brasil         |                                                                                           |
| 29 de maio de 2016      | Hora do Faro                                    | Brasil         |                                                                                           |
| 06 de agosto de 2016    | Caldeirão do Huck                               | Brasil         |                                                                                           |
| 27 de agosto de 2016    | Programa da Sabrina                             | Brasil         |                                                                                           |
| 28 de agosto de 2016    | Hora do Faro                                    | Brasil         |                                                                                           |
| 09 de novembro de 2016  | X Factor                                        | Brasil         |                                                                                           |
| 29 de novembro de 2016  | Programa do Jô                                  | Brasil         |                                                                                           |
| 24 de dezembro de 2016  | Altas Horas                                     | Brasil         |                                                                                           |
| 03 de fevereiro de 2017 | Big Brother Brasil                              | Brasil         |                                                                                           |
| 16 de fevereiro de 2017 | Baile da Vogue                                  | Brasil         |                                                                                           |
| 06 de maio de 2017      | Altas Horas                                     | Brasil         |                                                                                           |
| 07 de maio de 2017      | Hora do Faro                                    | Brasil         |                                                                                           |
| 26 de maio de 2017      | The Tonight Show Starring Jimmy Fallon          | Estados Unidos | " Switch " (com Iggy Azalea )                                                             |
| 01 de junho de 2017     | Tu Night                                        | México         |                                                                                           |
| 02 de junho de 2017     | Exa FM                                          | México         |                                                                                           |
| 15 de junho de 2017     | Conversa Com Bial                               | Brasil         |                                                                                           |
| 24 de junho de 2017     | Caldeirão do Huck                               | Brasil         |                                                                                           |
| 07 de outubro de 2017   | Altas Horas                                     | Brasil         |                                                                                           |
| 06 de novembro de 2017  | Billboard Live                                  | Estados Unidos | " Is That for Me " " Will I See You "                                                     |
| 14 de novembro de 2017  | Spotify ¡Viva Latino! 2017                      | Estados Unidos | " Is That for Me " " Paradinha " " Downtown "                                             |
| 15 de novembro de 2017  | Latin Recording Academy Person of the Year 2017 | Estados Unidos | " Looking for Paradise " (com Nick Jonas )                                                |
| 17 de dezembro de 2017  | Hora do Faro                                    | Brasil         |                                                                                           |
| 17 de dezembro de 2017  | Fantástico                                      | Brasil         |                                                                                           |
| 20 de fevereiro de 2018 | Don Francisco Te Invita                         | Estados Unidos | " Downtown " (com J Balvin )                                                              |
| 21 de fevereiro de 2018 | The Enrique Santos Show                         | Estados Unidos |                                                                                           |
| 21 de abril de 2018     | São Paulo Fashion Week                          | Brasil         |                                                                                           |
| 03 de maio de 2018      | Fama, ¡a bailar!                                | Espanha        | " Downtown "                                                                              |
| 05 de maio de 2018      | Caldeirão do Huck                               | Brasil         |                                                                                           |
| 12 de junho de 2018     | Staff de Noticias                               | Argentina      | " Indecente " " Downtown "                                                                |
| 12 de junho de 2018     | Teatro Vorterix                                 | Argentina      | " Sua Cara " " Downtown " " Indecente " " Vai Malandra " " Sim ou Não " " Paradinha "     |
| 13 de junho de 2018     | Morfi, todos a la mesa                          | Argentina      | " Paradinha " " Downtown " " Indecente "                                                  |
| 07 de novembro de 2018  | Telehit 25 Años                                 | México         | " Paradinha " " Downtown " " Medicina "                                                   |
| 13 de novembro de 2018  | La Voz... México                                | México         | "El Clavo" (com Prince Royce )                                                            |
| 23 de novembro de 2018  | MTV Argentina                                   | Argentina      | " Veneno "                                                                                |
| 28 de novembro de 2018  | Estudios Mega                                   | Chile          | " Paradinha " " Veneno "                                                                  |
| 29 de novembro de 2018  | Día a Día                                       | Colômbia       | " Veneno " " Medicina "                                                                   |
| 03 de dezembro de 2018  | Billboard Studios                               | Estados Unidos | " Downtown " " Medicina " " Veneno "                                                      |
| 05 de dezembro de 2018  | Festival Mega Bash                              | Estados Unidos | " Downtown " " Sua Cara " " Veneno " " Vai Malandra "                                     |
| 12 de dezembro de 2018  | Hoy                                             | México         | " Veneno "                                                                                |
| 12 de dezembro de 2018  | La Voz... México                                | México         | " Veneno "                                                                                |
| 21 de fevereiro de 2019 | LIV                                             | Estados Unidos | " Downtown " " Veneno " " Is That for Me " " Vai Malandra " " Terremoto " " Bola Rebola " |
| 08 de abril de 2019     | Fama, ¡a bailar!                                | Espanha        | " Poquito "                                                                               |
| 08 de abril de 2019     | El Chiringuito de Jugones                       | Espanha        | " Poquito "                                                                               |
| 12 de junho de 2019     | Al aire con Paola Rojas                         | México         | " Poquito "                                                                               |
| 12 de junho de 2019     | Hoy                                             | México         | " Poquito "                                                                               |
| 13 de junho de 2019     | Exa FM                                          | México         | " Poquito " " Rosa "                                                                      |
| 13 de junho de 2019     | Cuéntamelo YA!                                  | México         | " Poquito "                                                                               |
| 14 de junho de 2019     | Los 40 Principales                              | México         | " Poquito " " A Sua Maneira " " Você Partiu Meu Coração " " Rosa " " Garota de Ipanema "  |
| 11 de novembro de 2019  | El Hormiguero                                   | Espanha        | "Get to Know Me"                                                                          |

#### Década de 2020
| Data                    | Evento / Local                                                      | País           | Canção |
| ----------------------- | ------------------------------------------------------------------- | -------------- | --- |
| 23 de setembro de 2020  | The Tonight Show Starring Jimmy Fallon                              | Estados Unidos | " Me Gusta " (com Cardi B e Myke Towers ) |
| 31 de dezembro de 2020  | ¡Feliz 2021! - New York                                             | Estados Unidos | " Downtown " " Me Gusta " " Vai Malandra " " Bola Rebola " |
| 02 de maio de 2021      | Fantástico                                                          | Brasil         | " Girl from Rio " |
| 03 de maio de 2021      | Today                                                               | Estados Unidos | " Girl from Rio " |
| 04 de maio de 2021      | Jimmy Kimmel Live!                                                  | Estados Unidos | " Girl from Rio " |
| 09 de maio de 2021      | Grammy Latino - Ellas y Sú Música                                   | Estados Unidos | " Girl from Rio " |
| 24 de julho de 2021     | Hard Rock Live                                                      | Estados Unidos | " Girl from Rio " " Me Gusta " " Bola Rebola " |
| 03 de novembro de 2021  | The Late Late Show with James Corden                                | Estados Unidos | " Faking Love " |
| 25 de novembro de 2021  | Black das Blacks Magalu                                             | Brasil         | " Faking Love " " Modo Turbo " (com Luísa Sonza ) " Me Gusta " "Tá Escrito" (com Zé Vaqueiro e Léo Santana ) |
| 16 de janeiro de 2022   | Domingão com Huck                                                   | Brasil         | |
| 03 de dezembro de 2021  | KIIS-FM Jingle Ball                                                 | Estados Unidos | " Faking Love " " Me Gusta " |
| 31 de dezembro de 2021  | Miley's New Year's Eve Party                                        | Estados Unidos | " Faking Love " " Girl from Rio " " Envolver " |
| 31 de janeiro de 2022   | The Tonight Show Starring Jimmy Fallon                              | Estados Unidos | " Boys Don't Cry " |
| 27 de março de 2022     | Fantástico                                                          | Brasil         | |
| 15 de abril de 2022     | Good Morning America                                                | Estados Unidos | " Boys Don't Cry " |
| 27 de maio de 2022      | Carpool Karaoke: The Series                                         | Estados Unidos | "Best Friend" (com Saweetie ) " Faking Love " (com Saweetie ) "Let's Stay Together" (com Saweetie ) "My Time" (com Saweetie ) " Shake It Off (canção de Mariah Carey) " (com Saweetie ) |
| 23 de junho de 2022     | NRJ Hit Music Only - C'Cauet                                        | França         | " Envolver " |
| 25 de junho de 2022     | Quotidien                                                           | França         | " Envolver " |
| 17 de setembro de 2022  | Caldeirão com Mion                                                  | Brasil         | |
| 08 de novembro de 2022  | Savage x Fenty Show Vol.4                                           | Estados Unidos | "Practice Remix" " Envolver " |
| 15 de dezembro de 2022  | Amazon Music Live                                                   | Estados Unidos | "I’d Rather Have Sex" "Practice" (Funk mix) " Envolver " " Downtown " "Maria Elegante" "Todo O Nada" "La Loto" " Gata " " Bola Rebola " " Vai Malandra " " Dançarina " " Rave de Favela " "Movimento da Sanfoninha" " Sua Cara " Sin Miedo" " Machika " " Me Gusta " " Lobby " " Boys Don't Cry "                                                                                     |
| 18 de dezembro de 2022  | Y100 Jingle Ball 2022                                               | Estados Unidos | " Lobby " "Todo o Nada" "La Loto" " Envolver " " Boys Don't Cry " |
| 18 de janeiro de 2023   | Big Brother Brasil                                                  | Brasil         | " No Chão Novinha " "Ai Papai" "Contatinho" " Onda Diferente " " Favela Chegou " " Combatchy " " Modo Turbo " "Avisa Lá" " Some que Ele Vem Atrás " " Loka " " Romance com Safadeza " "Ela Não Vale Nada" " Sua Cara " " Envolver " " Show das Poderosas " "Ai Papai" " Bang " " Desce pro Play (Pa, Pa, Pa) " " Bola Rebola " " Vai Malandra " " Rave de Favela " " Boys Don't Cry " |
| 20 de agosto de 2023    | Domingão com Huck                                                   | Brasil         | "Casi Casi" " Funk Rave " "Used to Be" "Nu" "Vai Vendo" "Ai Papai" |
| 31 de agosto de 2023    | Hoy                                                                 | México         | |
| 02 de setembro de 2023  | Altas Horas                                                         | Brasil         | " Show das Poderosas " " Vai Malandra " " Zen " (com Juliette ) " Envolver " " Dançarina " (com Pedro Sampaio ) " No Chão Novinha " (com Pedro Sampaio ) "Used to Be" " Funk Rave " "Casi Casi" " Quase Não Namoro " (com Juliette ) "Nu" |
| 03 de setembro de 2023  | Fantástico                                                          | Brasil         | |
| 17 de setembro de 2023  | Pipoca da Ivete                                                     | Brasil         | "A Estrada" (com Ivete Sangalo ) |
| 02 de outubro de 2023   | La Musica Es Universal                                              | Estados Unidos | |
| 15 de Novembro de 2023  | Personalidade do Ano da Academia Latina da Gravação - Grammy Latino | Espanha        | "Ausencia de Tí" (Versão em português) (com Tiago Iorc ) |
| 20 de Novembro de 2023  | Operacion Triunfo                                                   | Espanha        | " Mil Veces " |
| 23 de Novembro de 2023  | Federico Vigevani's - "La Posada Del Año"                           | México         | |
| 04 de Fevereiro de 2024 | Domingão com Huck                                                   | Brasil         | |
| 17 de Fevereiro de 2024 | Sambódromo da Marquês da Sapucaí                                    | Brasil         | "Alguém me Avisou" "Deixa a Vida me Levar" (com Zeca Pagodinho ) " Não Deixe o Samba Morrer " (com Alcione (cantora) e Zeca Pagodinho ) " É hoje " (com Neguinho da Beija-Flor , Alcione (cantora) e Zeca Pagodinho ) |
| 14 de Maio de 2024      | The Voice                                                           | Estados Unidos | Ahí Lose Ya Breath |
| 31 de Maio de 2024      | The Today Show - Citi Concert Series                                | Estados Unidos | Envolver Fria Lose Ya Breath Cria de Favela Bellakeo |
| 13 de Outubro de 2024   | Fantástico                                                          | Brasil         | "Logun-Edé: Santo Menino Que Velho Respeita" (com Unidos da Tijuca ) |
| 15 de Janeiro de 2025   | Big Brother Brasil                                                  | Brasil         | |

### Concertos

#### Década de 2010
| Data                    | Evento / Local                            | País           | Canção |
| ----------------------- | ----------------------------------------- | -------------- | --- |
| 23 de maio de 2014      | Los40 Primavera Pop Barcelona             | Espanha        | " Show das Poderosas " |
| 24 de maio de 2014      | Los40 Primavera Pop Madrid                | Espanha        | " Show das Poderosas " |
| 08 de dezembro de 2014  | Altice Arena                              | Portugal       | " Não Para " " Menina Má " "Proposta" "Cachorro Eu Tenho Em Casa" "Eu Sou Assim" "Fica Só Olhando" " Ritmo Perfeito " "Achei" / "Príncipe de Vento" " Zen " "Quem Sabe" "Música de Amor" " Cobertor " "Mulher" "Eu Vou Ficar (Remix)" " Tá na Mira " " Meiga e Abusada " " Na Batida " "Movimento da Sanfoninha" " No Meu Talento " " Blá Blá Blá " " Show das Poderosas " |
| 03 de maio de 2015      | Diamond Hall                              | Japão          | " Não Para " " Menina Má " "Proposta" "Cachorro Eu Tenho Em Casa" "Eu Sou Assim" "Fica Só Olhando" " Ritmo Perfeito " "Achei" / "Príncipe de Vento" " Zen " "Quem Sabe" "Música de Amor" " Cobertor " "Mulher" "Eu Vou Ficar (Remix)" " Tá na Mira " " Meiga e Abusada " " Na Batida " "Movimento da Sanfoninha" " No Meu Talento " " Blá Blá Blá " " Show das Poderosas " |
| 04 de maio de 2015      | DIFFER Ariake                             | Japão          | " Não Para " " Menina Má " "Proposta" "Cachorro Eu Tenho Em Casa" "Eu Sou Assim" "Fica Só Olhando" " Ritmo Perfeito " "Achei" / "Príncipe de Vento" " Zen " "Quem Sabe" "Música de Amor" " Cobertor " "Mulher" "Eu Vou Ficar (Remix)" " Tá na Mira " " Meiga e Abusada " " Na Batida " "Movimento da Sanfoninha" " No Meu Talento " " Blá Blá Blá " " Show das Poderosas " |
| 05 de maio de 2015      | Clube Mauí                                | Japão          | " Não Para " " Menina Má " "Proposta" "Cachorro Eu Tenho Em Casa" "Eu Sou Assim" "Fica Só Olhando" " Ritmo Perfeito " "Achei" / "Príncipe de Vento" " Zen " "Quem Sabe" "Música de Amor" " Cobertor " "Mulher" "Eu Vou Ficar (Remix)" " Tá na Mira " " Meiga e Abusada " " Na Batida " "Movimento da Sanfoninha" " No Meu Talento " " Blá Blá Blá " " Show das Poderosas " |
| 13 de novembro de 2016  | Villa Mix                                 | Brasil         | " Não Para " " Na Batida " " Ritmo Perfeito " " Ginza " " Bang " " Blecaute " " Deixa Ele Sofrer " " Essa Mina É Louca " "Bom" "One Dance / Work" " Sim ou Não " "Movimento da Sanfoninha" " Malandramente " " Bumbum Granada " " Show das Poderosas " " Sim ou Não " |
| 18 de junho de 2017     | Parada do Orgulho LGBT                    | Brasil         | " Bang " " Sim ou Não " " Paradinha " " Loka " " Essa Mina É Louca " " Sua Cara " |
| 22 de fevereiro de 2018 | LIV Miami                                 | Estados Unidos | " Is That for Me " " Paradinha " " Downtown " " Sua Cara " " Vai Malandra " |
| 14 de abril de 2018     | MiamiBash                                 | Estados Unidos | " Indecente " " Sua Cara " " Vai Malandra " " Paradinha " " Downtown " (com J Balvin ) " Machika " (com J Balvin ) |
| 04 de maio de 2018      | Los40 Primavera Pop                       | Espanha        | " Downtown " " Indecente " " Show das Poderosas " " Sua Cara " " Vai Malandra " |
| 17 de maio de 2018      | Cosmopolitan Fashion Night                | México         | " Paradinha " " Downtown " " Indecente " |
| 12 de junho de 2018     | Talento Fox                               | Argentina      | "Indecente"\|"Downtown" (com [[Lali Espósito\|Lali]])\|"100 Grados" (com Lali)}} |
| 24 de junho de 2018     | Rock in Rio Lisboa                        | Portugal       | "Intro" " Bang " " Sim ou Não " " Ginza (Anitta Remix) " " Machika " " Is That for Me " " Garota de Ipanema " " Will I See You " " Romance com Safadeza " " Loka " " Você Partiu Meu Coração " " Essa Mina É Louca " " Downtown " " Paradinha " " Indecente " " Sua Cara " "Movimento da Sanfoninha" " Vai Malandra " " Show das Poderosas " |
| 26 de junho de 2018     | Le Trianon                                | França         | "Intro" " Bang " " Sim ou Não " " Na Batida " " Ginza " " Machika " " Is That for Me " " Ao Vivo e A Cores " " Zen " "Fica Tudo Bem" " Is This Love " "Você" " Garota de Ipanema " " Will I See You " "Hip-Hop Medley" " Romance com Safadeza " " Loka " " Você Partiu Meu Coração " " Essa Mina É Louca " " Downtown " " Paradinha " " Indecente " " Sua Cara " "Movimento da Sanfoninha" "Medley Funk" " Vai Malandra " " Show das Poderosas "                                                                 |
| 28 de junho de 2018     | Royal Albert Hall                         | Inglaterra     | "Intro" " Bang " " Sim ou Não " " Na Batida " " Ginza " " Machika " " Is That for Me " " Ao Vivo e A Cores " " Zen " "Fica Tudo Bem" " Is This Love " "Você" " Garota de Ipanema " " Will I See You " "Hip-Hop Medley" " Romance com Safadeza " " Loka " " Você Partiu Meu Coração " " Essa Mina É Louca " " Downtown " " Paradinha " " Indecente " " Sua Cara " "Movimento da Sanfoninha" "Medley Funk" " Vai Malandra " " Show das Poderosas "                                                                 |
| 01 de dezembro de 2018  | Megaland Music Fest                       | Colômbia       | " Downtown " " Paradinha " " Medicina " " Veneno " " Vai Malandra " |
| 02 de dezembro de 2018  | Megaland Music Fest                       | Colômbia       | "Jacuzzi" (com Greeicy ) |
| 09 de abril de 2019     | Museo Nacional Centro de Arte Reina Sofía | Espanha        | "Get to Know Me" " Poquito " "Tu y Yo" "Você Mentiu" |
| 24 de abril de 2019     | Drai's Beachclub & Nightclub              | Estados Unidos | " Downtown " " Paradinha " " Medicina " " Machika " " Vai Malandra " " Sua Cara " "Sin Miedo" " Poquito " " Veneno " " Mala Mía (Remix) " " R.I.P. " " Rosa " " Onda Diferente " " Banana " " Bola Rebola " |
| 04 de maio de 2019      | Festival Sons do Atlântico                | Angola         | " Bang " " Não Perco Meu Tempo " " Sim ou Não " " Terremoto " " Is That for Me " " Ao Vivo e A Cores " " Poquito " " Onda Diferente " " Banana " " Romance com Safadeza " " Loka " " Você Partiu Meu Coração " " Essa Mina É Louca " " Downtown " " Veneno " " Paradinha " " R.I.P. " " Sua Cara " "Sin Miedo" "Movimento da Sanfoninha" "150 BPM" (com Preto Show) " Vai Malandra " "Eu Não Vou Embora" " Bola Rebola " " Favela Chegou " " Show das Poderosas "                                                |
| 10 de maio de 2019      | Movistar Arena                            | Chile          | " Veneno " " Downtown " " Paradinha " " Medicina " " Machika " " Vai Malandra " " Sua Cara " "Sin Miedo" " Poquito " " R.I.P. " " Rosa " " Onda Diferente " " Banana " " Bola Rebola " " Sim ou Não " (com Maluma ) |
| 12 de maio de 2019      | Teatro Ópera                              | Argentina      | " Bang " "Atención" " Sim ou Não " " R.I.P. " " Terremoto " " Ginza " " Machika " " Downtown " " Veneno " " Mala Mía (Remix) " " Medicina " " Rosa " " Poquito " "Você Mentiu" " Indecente " " Paradinha " " Onda Diferente " " Banana " " Sua Cara " "Sin Miedo" "Movimento da Sanfoninha" " Vai Malandra " " Bola Rebola " " Show das Poderosas " " Onda Diferente " |
| 27 de julho de 2019     | Tomorrowland                              | Bélgica        | " Sua Cara " "Sin Miedo" "Make It Hot" " Machika " " Fuego " " Downtown " " Vai Malandra " " Bola Rebola " |
| 28 de julho de 2019     | Halle 622 Zürich                          | Suíça          | "Atención" " Bang " " Ginza " " Machika " " Sua Cara " "Sin Miedo" "Make It Hot" " Sim ou Não " " Terremoto " " Poquito " "Você Mentiu" " Medicina " " Onda Diferente " " Banana " " Is That for Me " "Medley Funk" " Downtown " " Veneno " " Mala Mía (Remix) " " Rosa " " R.I.P. " " Paradinha " "Muito Calor" "Movimento da Sanfoninha" " Vai Malandra " " Faz Gostoso " " Fuego " " Bola Rebola " " Show das Poderosas "                                                                                     |
| 30 de julho de 2019     | Pacha                                     | Espanha        | "Atención"\|"Ginza"\|"Machika"\|"Sua Cara"\|"Sin Miedo"\|"Make It Hot"\|"Medicina"\|"Onda Diferente"\|"Banana"\|"Medley Funk"\|"Downtown"\|"Veneno"\|"Mala Mía (Remix)"\|"[[Rosa (canção de Anitta)[Rosa]]"\|"Paradinha"\|"Muito Calor"\|"R.I.P."\|"Sim ou Não"\|"Faz Gostoso"\|"Vai Malandra"\|"Bola Rebola"\|"Fuego"}} |
| 02 de agosto de 2019    | Arenal Sound                              | Espanha        | "Atención" " Ginza " " Machika " " Sua Cara " "Sin Miedo" "Make It Hot" " Sim ou Não " " Poquito " " Medicina " " Onda Diferente " " Banana " "Get to Know Me" " Is That for Me " "Movimento da Sanfoninha" "Medley Funk" " Downtown " " Veneno " " Mala Mía (Remix) " " Rosa " " R.I.P. " " Paradinha " "Muito Calor" " Vai Malandra " " Faz Gostoso " " Fuego " " Bola Rebola " " Show das Poderosas " |
| 04 de agosto de 2019    | Milano Latin Festival                     | Itália         | "Atención" " Bang " " Ginza " " Machika " " Sua Cara " "Sin Miedo" "Make It Hot" " Sim ou Não " " Terremoto " " Poquito " "Você Mentiu" " Onda Diferente " " Banana " "Medley Funk" " Downtown " " Veneno " " Mala Mía (Remix) " "Muito Calor" " R.I.P. " " Paradinha " "Movimento da Sanfoninha" " Vai Malandra " " Faz Gostoso " " Fuego " " Bola Rebola " " Show das Poderosas " |
| 06 de agosto de 2019    | Nile Rodgers' Meltdown                    | Reino Unido    | "Atención" " Ginza " " Machika " " Sua Cara " "Sin Miedo" "Make It Hot" " Sim ou Não " " Terremoto " " Medicina " " Onda Diferente " " Banana " "Medley Funk" " Downtown " " Veneno " " Mala Mía (Remix) " "Muito Calor" " R.I.P. " " Paradinha " "Movimento da Sanfoninha" " Vai Malandra " " Faz Gostoso " " Fuego " " Bola Rebola " " Show das Poderosas " |
| 07 de agosto de 2019    | Festival MEO Sudoeste                     | Portugal       | " Bang " " Romance com Safadeza " " Sua Cara " "Sin Miedo" "Make It Hot" " Sim ou Não " " Terremoto " " Ao Vivo e A Cores " "Fica Tudo Bem" " Poquito " " Onda Diferente " " Banana " "Muito Calor" " Is That for Me " "Medley Funk" " Medicina " " Downtown " " Veneno " " Mala Mía (Remix) " " R.I.P. " " Loka " " Você Partiu Meu Coração " " Essa Mina É Louca " " Paradinha " "Movimento da Sanfoninha" " Vai Malandra " " Faz Gostoso " " Favela Chegou " " Bola Rebola " " Fuego " " Show das Poderosas " |
| 10 de agosto de 2019    | Dale Fuego Festival                       | Estados Unidos | "Atención" " Ginza " " Machika " " Sua Cara " "Sin Miedo" "Make It Hot" " Sim ou Não " " Poquito " " Onda Diferente " " Banana " " Is That for Me " "Medley Funk" " Downtown " " Veneno " " Mala Mía (Remix) " " Paradinha " "Muito Calor" " R.I.P. " "Movimento da Sanfoninha" " Vai Malandra " " Bola Rebola " " Fuego " |
| 31 de agosto de 2019    | Teatro Teletón                            | Chile          | "Intro" "Atención" " Ginza " " Machika " " Sua Cara " "Sin Miedo" "Make It Hot" " Sim ou Não " " Terremoto " " Poquito " " Medicina " " Onda Diferente " " Banana " " Is That for Me " "Medley Funk" "Muito Calor" " Downtown " " Veneno " " Mala Mía (Remix) " " Rosa " " R.I.P. " " Paradinha " "Movimento da Sanfoninha" " Vai Malandra " " Fuego " " Bola Rebola " |
| 05 de setembro de 2019  | SaSaZu Club                               | Chéquia        | "Atención" " Ginza " " Machika " " Sua Cara " "Sin Miedo" "Make It Hot" " Sim ou Não " " Poquito " " Onda Diferente " " Banana " " Is That for Me " "Medley Funk" " Downtown " " Veneno " " Mala Mía (Remix) " " Paradinha " "Muito Calor" " R.I.P. " "Movimento da Sanfoninha" " Vai Malandra " " Bola Rebola " " Fuego " |
| 21 de setembro de 2019  | Concierto EXA 2019                        | México         | " Downtown " " Rosa " " Bola Rebola " |
| 05 de outubro de 2019   | Rock in Rio 2019                          | Brasil         | " Show das Poderosas " " Bang " " Paradinha " " Sua Cara " "Sin Miedo" " Fuego " " Downtown " "Muito Calor" "Você Mentiu" "Fica Tudo Bem" " Zen " " Cobertor " " Ao Vivo e A Cores " " Loka " " Essa Mina É Louca " " Você Partiu Meu Coração " " Romance com Safadeza " " Terremoto " "Contatinho" "Movimento da Sanfoninha" " Vai Malandra " " Bola Rebola " " Favela Chegou " " Onda Diferente " |

#### Década de 2020
| Data                    | Evento / Local                                   | País           | Canção |
| ----------------------- | ------------------------------------------------ | -------------- | --- |
| 03 de janeiro de 2020   | Enjoy Live Punta del Este                        | Uruguai        | "Atención" " Ginza " " Machika " " Sua Cara " "Sin Miedo" "Make It Hot" " Sim ou Não " " Poquito " " Onda Diferente " " Banana " " Is That for Me " "Medley Funk" " Downtown " " Veneno " " Mala Mía (Remix) " " Paradinha " "Muito Calor" " R.I.P. " "Movimento da Sanfoninha" " Vai Malandra " " Bola Rebola " " Fuego " |
| 15 de fevereiro de 2020 | Jockey Club Paraguai                             | Paraguai       | " Downtown " "Banana" " Combatchy " " Medicina " "Bellaquita" " Paradinha " " Veneno " " Fuego " " Onda Diferente " " Sim ou Não " " Sua Cara " "Sin Miedo" " Rave de Favela " "Movimento da Sanfoninha" "Medley Funk" |
| 16 de fevereiro de 2020 | Gran Nobile Hotel & Convention                   | Paraguai       | " Downtown " " Banana " " Combatchy " " Sim ou Não " " Ginza " " Machika " " Veneno " " Mala Mía (Remix) " "Bellaquita" " Medicina " " Paradinha " "Muito Calor" " Sua Cara " "Sin Miedo" "Make It Hot" " Fuego " "Movimento da Sanfoninha" "Medley Funk" " Vai Malandra " " Rave de Favela " " Onda Diferente " " Favela Chegou " |
| 11 de novembro de 2021  | LIV                                              | Estados Unidos | " Faking Love " " Envolver " "Quiero Rumba" " Downtown " "Todo o Nada" " Vai Malandra " " Bola Rebola " " Rave de Favela " |
| 26 de março de 2022     | Lollapalooza Brasil                              | Brasil         | " Boys Don't Cry " (com Miley Cyrus ) |
| 03 de abril de 2022     | Hakkasan                                         | Estados Unidos | " Boys Don't Cry " " Rave de Favela " " Envolver " |
| 15 de abril de 2022     | Coachella Valley Music and Arts Festival         | Estados Unidos | " Onda Diferente " (com Snoop Dogg ) " Me Gusta " " Faking Love " (com Saweetie ) " Sua Cara " "Sin Miedo" " Machika " " Envolver " " Downtown " " Garota de Ipanema " " Girl from Rio " " Boys Don't Cry " Rave de Favela " (com Diplo ) " Vai Malandra " (com Diplo ) "Movimento da Sanfoninha" (com Diplo ) " Bola Rebola " (com Diplo ) |
| 22 de abril de 2022     | Coachella Valley Music and Arts Festival         | Estados Unidos | " Onda Diferente " " Me Gusta " " Faking Love " " Sua Cara " "Sin Miedo" " Machika " " Envolver " " Downtown " " Garota de Ipanema " " Girl from Rio " " Boys Don't Cry " Rave de Favela " " Vai Malandra " "Movimento da Sanfoninha" " Bola Rebola " |
| 14 de maio de 2022      | Love Loud Festival                               | Estados Unidos | " Bola Rebola " " Faking Love " " Me Gusta " " Boys Don't Cry " " Gata " " Sua Cara " "Sin Miedo" " Envolver " " Rave de Favela " "Todo o Nada" "Movimento da Sanfoninha" " Vai Malandra " |
| 11 de junho de 2022     | LA pride! in the park                            | Estados Unidos | " Sua Cara " " Machika " "Banana" " Faking Love " " Me Gusta " " Desce pro play (Pa pa pa) " "Gata" " Envolver " "Todo o Nada" " Downtown " " Garota de Ipanema " " Girl from Rio " " Boys Don't Cry " "I'd Rather Have Sex" "Faz Gostoso" " Bum Bum Tam Tam " " Combatchy " " Modo Turbo " " Rave de Favela " " Dançarina Remix " " Vai Malandra " "Movimento da Sanfoninha" " Onda Diferente " " Bola Rebola " |
| 14 de junho de 2022     | Can't Cancel Pride                               | Estados Unidos | " Boys Don't Cry " |
| 18 de junho de 2022     | Parc des Princes                                 | França         | " Mon Soleil " (com Dadju) |
| 21 de junho de 2022     | Pacha                                            | Espanha        | " Downtown " " Me Gusta " " Desce pro Play (Pa, Pa, Pa) " " Gata " " Sua Cara " "Sin Miedo" " Machika " " Paloma " " Un altro ballo " " Mon Soleil " " Envolver " "Todo o Nada" "Bellaquita Remix" "Mi Ninã Remix" " Boys Don't Cry " " Rave de Favela " "La Mamá de la Mamá" " Vai Malandra " " Onda Diferente " " Dançarina Remix " " Bola Rebola " |
| 25 de junho de 2022     | Mother Pride Block Party                         | Irlanda        | "Make it Hot" " Sua Cara " " Faking Love " " Me Gusta " "Banana" " Versions of Me " "Gata" " Envolver " " Downtown " " Boys Don't Cry " "I'd Rather Have Sex" "Faz Gostoso" " Modo Turbo " " Rave de Favela " " Dançarina Remix " " Vai Malandra " "Movimento da Sanfoninha" " Bola Rebola " |
| 26 de junho de 2022     | Rock in Rio Lisboa                               | Portugal       | " Onda Diferente " " Me Gusta " "Contatinho" " Some que Ele Vem Atrás " " Loka " " Romance com Safadeza " " Desce pro Play (Pa, Pa, Pa) " " Gata " " Sua Cara " "Sin Miedo" " Machika " " Mon Soleil " " Envolver " " Terremoto " " Garota de Ipanema " " Girl from Rio " " Boys Don't Cry " Rave de Favela " " No Chão Novinha " " Vai Malandra " Que Rabão" " Modo Turbo " " Combatchy " (com Rebecca ) " Favela Chegou " (com Rebecca ) "Movimento da Sanfoninha" " Dançarina (Remix) " " Bola Rebola " " Show das Poderosas " " Blá Blá Blá " |
| 29 de junho de 2022     | Roskilde Festival                                | Dinamarca      | "Intro" " Onda Diferente " " Me Gusta " " Faking Love " " Desce pro Play (Pa, Pa, Pa) " " Gata " " Sua Cara " "Sin Miedo" " Machika " " Mon Soleil " " Envolver " " Downtown " " Garota de Ipanema " " Girl from Rio " " Boys Don't Cry " " Rave de Favela " " Vai Malandra " "Movimento da Sanfoninha" " Dançarina (Remix) " " Bola Rebola " |
| 01 de julho de 2022     | Lollapalooza Estocolmo                           | Suécia         | " Onda Diferente " " Me Gusta " " Faking Love " " Desce pro Play (Pa, Pa, Pa) " " Gata " " Envolver " " Downtown " " Garota de Ipanema " " Girl from Rio " " Boys Don't Cry " " Sua Cara " "Sin Miedo" " Machika " Rave de Favela " "La Mamá de la Mamá" " Vai Malandra " "Movimento da Sanfoninha" " Dançarina (Remix) " " Bola Rebola " |
| 02 de julho de 2022     | Pal Mundo Festival                               | Países Baixos  | " Onda Diferente " " Me Gusta " " Faking Love " " Gata " " Sua Cara " "Sin Miedo" " Machika " " Mon Soleil " " Envolver " "Todo o Nada" " Downtown " " Garota de Ipanema " " Girl from Rio " " Boys Don't Cry " " Rave de Favela " "La Mamá de la Mamá" " Vai Malandra " "Movimento da Sanfoninha" " Dançarina (Remix) " " Bola Rebola " |
| 04 de julho de 2022     | Montreux Jazz                                    | Suíça          | " Onda Diferente " " Me Gusta " " Faking Love " " Desce pro Play (Pa, Pa, Pa) " " Gata " "RITMO / Paranauê / Magalenha / Combatchy " " Mon Soleil " " Envolver " "Todo o Nada" " Downtown " " Garota de Ipanema " " Girl from Rio " " Boys Don't Cry " " Rave de Favela " "La Mamá de la Mamá" " Vai Malandra " "Movimento da Sanfoninha" " Dançarina (Remix) " " Bola Rebola " " Show das Poderosas " |
| 13 de julho de 2022     | Milano Latin Festival                            | Itália         | " Onda Diferente " " Me Gusta " " Faking Love " " Desce pro Play (Pa, Pa, Pa) " " Gata " " Sua Cara " "Sin Miedo" " Machika " " Envolver " " Downtown " " Paloma " " Un altro ballo " " Garota de Ipanema " " Girl from Rio " " Boys Don't Cry " " Sua Cara " "Sin Miedo" " Machika " " Rave de Favela " " No Chão Novinha " " Vai Malandra " "Que Rabão" " Modo Turbo " " Favela Chegou " "La Mamá de la Mamá" "Movimento da Sanfoninha" " Dançarina (Remix) " " Bola Rebola " |
| 15 de julho de 2022     | GurtenFestival                                   | Suíça          | " Onda Diferente " " Me Gusta " " Faking Love " " Desce pro Play (Pa, Pa, Pa) " " Gata " " Sua Cara " "Sin Miedo" " Machika " " Envolver " " Downtown " " Garota de Ipanema " " Girl from Rio " " Boys Don't Cry " " Rave de Favela " " No Chão Novinha " " Vai Malandra " "Que Rabão" " Modo Turbo " " Favela Chegou " " Dançarina (Remix) " " Bola Rebola " "Contatinho" " Show das Poderosas " |
| 16 de julho de 2022     | Lollapalooza Paris                               | França         | "Intro" " Onda Diferente " " Me Gusta " " Faking Love " " Desce pro Play (Pa, Pa, Pa) " " Gata " " Sua Cara " "Sin Miedo" " Machika " "RITMO / Paranauê / Magalenha / Combatchy " " Mon Soleil " " Envolver " " Downtown " " Garota de Ipanema " " Girl from Rio " " Boys Don't Cry " " Bum Bum Tam Tam / Your Latest Trick / Rap das Armas / Quiero rumba" " Rave de Favela " " No Chão Novinha " " Vai Malandra " "Movimento da Sanfoninha" " Dançarina (Remix) " " Bola Rebola " |
| 17 de julho de 2022     | MEO Marés Vivas                                  | Portugal       | "Intro" " Onda Diferente " " Me Gusta " "Contatinho" " Some que ele vem atrás " " Loka " " Romance com Safadeza " " Desce pro Play (Pa, Pa, Pa) " " Faking Love " " Gata " "RITMO / Paranauê / Magalenha " " Mon Soleil " " Envolver " " Downtown " " Garota de Ipanema " " Girl from Rio " " Boys Don't Cry " "I'd Rather Have Sex" "Faz gostoso" " Terremoto " " Sua Cara " "Sin Miedo" " Machika " " Bum Bum Tam Tam / Your Latest Trick / Rap das Armas / Quiero rumba" " Rave de Favela " "La Mamá de la Mamá" " No Chão Novinha " " Vai Malandra " "Que Rabão" " Modo Turbo " " Combatchy " " Favela Chegou " "Movimento da Sanfoninha" " Dançarina (Remix) " " Bola Rebola " "Tudo Nosso" " Show das Poderosas " "Blá Blá Blá"            |
| 20 de agosto de 2022    | Garota Vip                                       | Brasil         | "Intro" " Onda Diferente " " Boys Don't Cry " " Sua Cara " "Sin Miedo" " Sim ou Não " "Contatinho" " Some que ele vem atrás " " Loka " " Romance com Safadeza " " Desce pro Play (Pa, Pa, Pa) " " Gata " "Lobby" " Envolver " " Me Gusta " " Bola Rebola " "Tudo Nosso" "Tá com o Papato" " Rave de Favela " " No Chão Novinha " " Vai Malandra " "Que Rabão" " Modo Turbo " " Combatchy " " Favela Chegou " "Movimento da Sanfoninha" " Dançarina (Remix) " " Show das Poderosas " "Blá Blá Blá" |
| 02 de fevereiro de 2023 | Spotify's Best New Artist Party 2023             | Estados Unidos | " Boys Don't Cry " " Bola Rebola " " Vai Malandra " " Rave de Favela " " Lobby " " Envolver " |
| 18 de fevereiro de 2023 | Carvalheira na Ladeira                           | Brasil         | --------- |
| 19 de fevereiro de 2023 | CarnaRildy                                       | Brasil         | "Paranauê" " Magalenha " "Ritmo (Bad Boys for Life)" " Rave de Favela " "Avisa Lá" " Modo Turbo " "Ai Papai" "Contatinho" "Mais Uma" " Envolver " " Some que Ele Vem Atrás " " Loka " " Romance com Safadeza " "Ela Não Vale Nada" " Terremoto " " Gata " " Bola Rebola " " Vai Malandra " " Desce pro Play " "Tá com o Papato" "Tudo Nosso" " Até o Céu " "Lovezinho" "Pancadão" "Bate Lata" "Céu da Boca" "A Galera" "Caranguejo" "O Mundo Vai" "Pra Frente" "Cadê Dalila?" "Anna Júlia" "Arerê" "Levada Louca" " Sua Cara " " Proibidona " " Onda Diferente " " Favela Chegou " " Combatchy " " No Chão Novinha " " Show das Poderosas " " Boys Don't Cry "                                                                                   |
| 20 de fevereiro de 2023 | Bloco do Urso                                    | Brasil         | --------- |
| 21 de fevereiro de 2023 | Carnaval na Cidade                               | Brasil         | --------- |
| 25 de Novembro de 2023  | Megaland Music Fest                              | Colômbia       | " Machika " "La Loto" " Envolver " New Snippet "Jacuzzi" (com Greeicy ) "Todo o Nada" "Mi Niña (Remix)" "Bellaquita (Remix)" " Downtown " " Mil Veces " " Bola Rebola " "Brazilera" " Funk Rave " " Gata " " Rave de Favela " |
| 02 de Dezembro de 2023  | Mega Bash 2023                                   | Estados Unidos | "Bellaquita (Remix)" " Downtown " " Envolver " " Bellakeo " "Todo o Nada" " Mil Veces " " Bola Rebola " " Funk Rave " " Gata " " Rave de Favela " |
| 08 de Dezembro de 2023  | Carnatal                                         | Brasil         | --------- |
| 10 de Dezembro de 2023  | TikTok in the Mix 2023                           | Estados Unidos | " Envolver " " Downtown " "Todo o Nada" "La Loto" " Machika " "Aquecimento das Meninas" " Mil Veces " "Used to Be" " Funk Rave " "Grip" "La mamá de la Mamá" " Bola Rebola " "I Wanna F" "I Wanna F" " Gata " " Rave de Favela " " Back for More " " Boys Don't Cry " Bellakeo (com Peso Pluma ) |
| 28 de Dezembro de 2023  | Festival Virada Salvador 2024                    | Brasil         | "Simply the Best" " Combatchy " " Modo Turbo " Avisa lá " Envolver " " Bellakeo " " Some que Ele Vem Atrás " " Loka " " Você Partiu Meu Coração " " Essa Mina É Louca " " Romance com Safadeza " "Contatinho" "Tic Nervoso" "Ai Papai" " Pilantra " " Bang " " Desce pro Play (Pa, Pa, Pa) " "Tá com o Papato" "Tudo Nosso" " Sua Cara " " Mil Veces " " Used to Be " " Funk Rave " "Grip" "Movimento da Sanfoninha" " Bola Rebola " " Vai Malandra " "Joga pra Lua" " Onda Diferente " " Favela Chegou " " No Chão Novinha " " Rave de Favela " " Show das Poderosas " " Boys Don't Cry " |
| 29 de Dezembro de 2023  | Réveillon Praia do Forte                         | Brasil         | "Simply the Best" " Combatchy " " Modo Turbo " Avisa lá " Envolver " " Bellakeo " " Some que Ele Vem Atrás " " Loka " " Você Partiu Meu Coração " " Essa Mina É Louca " " Romance com Safadeza " "Contatinho" "Tic Nervoso" "Ai Papai" " Pilantra " " Bang " " Desce pro Play (Pa, Pa, Pa) " "Tá com o Papato" "Tudo Nosso" " Sua Cara " " Mil Veces " "Monstrão" " Funk Rave " "Movimento da Sanfoninha" " Bola Rebola " " Vai Malandra " "Joga pra Lua" " Onda Diferente " " Favela Chegou " " No Chão Novinha " " Rave de Favela " " Show das Poderosas " " Boys Don't Cry " |
| 30 de Dezembro de 2023  | A Villa Réveillon Buzios                         | Brasil         | "Simply the Best" " Combatchy " " Modo Turbo " " Envolver " " Bellakeo " " Some que Ele Vem Atrás " " Loka " " Romance com Safadeza " "Contatinho" "Ai Papai" " Pilantra " " Bang (canção de Anitta) " " Desce pro Play (Pa, Pa, Pa) " " Mil Veces " " Sua Cara " "Tudo Nosso" " Bola Rebola " " Vai Malandra " "Monstrão" " Funk Rave " "Joga pra Lua" " Onda Diferente " " Favela Chegou " " Rave de Favela " " Show das Poderosas " " Boys Don't Cry " |
| 31 de Dezembro de 2023  | Réveillon Vista                                  | Brasil         | "Simply the Best" " Combatchy " " Modo Turbo " Avisa lá " Envolver " " Bellakeo " " Some que Ele Vem Atrás " " Loka " " Você Partiu Meu Coração " " Essa Mina É Louca " " Romance com Safadeza " "Contatinho" "Tic Nervoso" "Ai Papai" " Pilantra " " Bang " " Desce pro Play (Pa, Pa, Pa) " "Tá com o Papato" "Tudo Nosso" " Sua Cara " " Mil Veces " "Monstrão" " Funk Rave " "Movimento da Sanfoninha" " Bola Rebola " " Vai Malandra " "Joga pra Lua" " Onda Diferente " " Favela Chegou " " No Chão Novinha " " Rave de Favela " " Show das Poderosas " " Boys Don't Cry " |
| 28 de Fevereiro de 2024 | Festival Internacional da Canção de Viña del Mar | Chile          | " Machika " "La Loto" " Envolver " " Bellakeo " " Mil Veces " " Funk Rave " "Grip" "I Wanna F" "Joga pra Lua" "Todo o Nada" "Mi Niña (Remix)" "Bellaquita (Remix)" " Downtown " " Sua Cara " "Movimento da Sanfoninha" " Vai Malandra " " Bola Rebola " " Gata " " Rave de Favela " " Boys Don't Cry " |
| 30 de Março de 2024     | Tecate Pa’l Norte                                | México         | --------- |
| 19 de Abril de 2024     | Coachella Valley Music and Arts Festival         | Estados Unidos | Bellakeo (com Peso Pluma ) |
| 04 de Maio de 2024      | The Celebration Tour                             | Brasil         | Vogue (com Madonna ) |
| 18 de Maio de 2024      | Tecate Emblema                                   | México         | Baianá Funk Rave Grip Savage Funk Sabana x Down Mil Veces Double Team Lose Ya Breath Machika La Loto Envolver Bellakeo Bellaquita (Remix) Downtown Me Gusta Sua Cara Movimento da Sanfoninha Rave de Favela Vai Malandra Bola Rebola Boys Don't Cry |
| 29 de Junho de 2024     | Solidays                                         | França         | Funk Rave Grip Joga pra Lua Savage Funk Sabana Lose Ya Breath Cria de favela Puta cara Double Team Mil Veces Fria Girl from Rio Mon Soleil Envolver Bellakeo Bola Rebola Vai Malandra Dançarina Rave de Favela Boys Don't Cry |
| 12 de Julho de 2024     | BEACT, PLEASE! FESTIVAL                          | Roménia        | Carta de Amor Funk Rave Grip Savage Funk Sabana x Down Lose Ya Breath Puta Cara Double Team Mil Veces Movimento da Sanfoninha Envolver Bellakeo Downtown Machika Bola Rebola Vai Malandra Rave de Favela Boys Don't Cry |
| 13 de Julho de 2024     | BST Hyde Park                                    | Reino Unido    | Funk Rave Grip Savage Funk Sabana x Down Lose Ya Breath Puta Cara Double Team Mil Veces Fria Movimento da Sanfoninha Girl from Rio Envolver Bellakeo Downtown Bola Rebola Boys Don't Cry Can't Get You Out of My Head (com Kylie Minogue ) |
| 24 de Julho de 2024     | Fifty Eight                                      | Porto Rico     | Double Team Todo o Nada (com Lunay ) Envolver Savage Funk Bellakeo |
| 09 de Agosto de 2024    | Festival Sudoeste                                | Portugal       | Baianá Funk Rave Joga pra Lua Grip Savage Funk Sabana x Down Lose Ya Breath Cria de Favela Puta Cara Double Team Mil Veces Fria Monstrão Satisfaction x Bola Rebola Vai Malandra No Chão Novinha Combatchy Movimento da Sanfoninha Aceita Fuego Simply the Best Garota de Ipanema Girl from Rio Ao Vivo e A Cores Zen Deixa Ele Sofrer Pilantra Some que Ele Vem Atrás Loka Você Partiu Meu Coração Essa Mina É Louca Romance com Safadeza Terremoto Sim ou Não Paradinha Contatinho Ai papai Downtown Envolver Bellakeo Me Gusta Bang Desce pro Play (Pa, Pa, Pa) Make It Hot Sua Cara Sin miedo Tá com o Papato Tudo Nosso Onda Diferente Favela Chegou Modo Turbo Rave de Favela Show das Poderosas Boys Don't Cry Lose Ya Breath Savage Funk |
| 30 de Agosto de 2024    | Charms Festival                                  | México         | Funk Rave Mil Veces Grip Puta Cara Envolver Savage Funk |
| 06 de Setembro de 2024  | Halftime NFL Kickoff Game                        | Brasil         | Envolver Bellakeo Sabana x Down Lose Ya Breath Savage Funk Lose Ya Breath Bola Rebola Vai Malandra Funk Rave |
| 07 de Setembro de 2024  | São Paulo                                        | Brasil         | São Paulo (com The Weeknd ) |
| 03 de Novembro de 2024  | Parada Skol                                      | Paraguai       | Funk Rave Grip Joga pra Lua Savage Funk Double Team Mil Veces Fria Sabana Lose Ya Breath Cria de Favela Puta Cara Alegría Movimento da Sanfoninha Veneno Me Gusta Paradinha Sim ou Não Todo o Nada Envolver Bellakeo Downtown Make it Hot Sua Cara Sin Miedo Machika Gata Bola Rebola Vai Malandra Onda Diferente Modo Turbo Combatchy Rave de Favela Boys Don't Cry |
| 10 de Novembro de 2024  | Rock the Mountain                                | Brasil         | Funk Rave Grip Joga pra Lua Savage Funk Sabana Lose Ya Breath Cria de Favela Puta Cara Double Team Fria Monstrão Bola Rebola Vai Malandra Combatchy Movimento da Sanfoninha Paradise Desce pro Play Bang Sua Cara Proposta Eu vou Ficar São Paulo Downtown Envolver Bellakeo Gata Pilantra Deixa Ele Sofrer Blá Blá Blá Show das Poderosas Menina Má Fica só Olhando Chata pra Caralho Boys Don't Cry Onda Diferente Favela Chegou Modo Turbo Rave de Favela Lose Ya Breath |
| 17 de Novembro de 2024  | Rock the Mountain                                | Brasil         | |
| 07 de Dezembro de 2024  | Carnatal                                         | Brasil         | |